# Úrvalsdeild Karla 1928
La Úrvalsdeild Karla 1928 fue la 17.ª edición del campeonato de fútbol islandés. El campeón fue el KR Reykjavík, que ganó su quinto título. El número de participantes se redujo de 4 a 3.

## Tabla de posiciones
|   | Equipo           | PJ | PG | PE | PP | GF | GC | DG | Pts |
| - | ---------------- | -- | -- | -- | -- | -- | -- | -- | --- |
| 1 | KR Reykjavik (C) | 2  | 2  | 0  | 0  | 6  | 2  | +4 | 4   |
| 2 | Valur Reykjavik  | 2  | 1  | 0  | 1  | 4  | 4  | +0 | 2   |
| 3 | Fram Reykjavik   | 2  | 0  | 0  | 2  | 5  | 9  | -4 | 0   |

PJ = Partidos jugados; PG = Partidos ganados; PE = Partidos empatados; PP = Partidos perdidos; GF = Goles a favor; GC = Goles en contra; DG = Diferencia de gol; Pts = Puntos
| (C) Campeón |